# Вадим и Валерий Мищуки
Вади́м и Вале́рий Мищуки́ — советский и российский дуэт авторов-исполнителей.

## История
Братья Мищуки родились в семье военного: Валерий Леонидович — 10 марта 1951 года в Бресте, Вадим Леонидович — 5 июля 1956 года в Екабпилсе. В 1959 семья переехала в Ригу, где жила на улице Гоголя, д. 13.
Братья окончили Рижский политехнический институт, Валерий по специальности экономист, Вадим — электрик. В 1977—1989 годах выступали в составе основанного ими ВИА «Домино». В 1989 году переехали в Москву и стали выступать дуэтом в жанре авторской песни. Гастролировали по России, а также в городах зарубежья. Аккомпанировали себе на шестиструнных гитарах.
C 1998 года участники творческого проекта «Песни нашего века»; в 2005 году, после смерти Виктора Берковского, Вадим Мищук стал музыкальным руководителем проекта.
Были членами жюри фестивалей авторской песни: Ильменского (1998), «Рамонский родник» (2005), Грушинского (2020—2021).
Валерий Мищук умер 14 августа 2022 года после борьбы с онкологическим заболеванием. Похоронен на Волковском кладбище (Мытищи) (уч. 27А).
Вадим Мищук продолжал творческую деятельность сольно и в рамках проекта «Песни нашего века». Умер 6 января 2025 года от аритмического шока на фоне сердечного приступа. Похоронен на Хованском кладбище.

## Дискография
- 1990 — Блудный сын (с Сергеем Будановым, LP, фирма грамзаписи Мелодия, С60 31121 002)
- 1992 — Муха — агент 2100 (с Леонидом Сергеевым, LP, Русский диск, R60 01209-10)
- 1993 — Когда-нибудь (LP, Апрелевка-Саунд-Инк, FAS 0013)
- 1994 — На московском ветру (CD, AVITEN)
- 1995 — Я вернулся домой (CD, БЕКАР Records, RR-225012-2)
- 1996 — Песни под „мухой“ (с Леонидом Сергеевым, CD, Московские Окна ЛТД, МО 07 EX 96440)
- 1997 — Добровольная тюрьма (CD, Московские Окна ЛТД, EX MO 38)
- 1998 — Портвейн-блюз (CD, сборник, Московские Окна ЛТД, MO 50)
- 2000 — Нет слов (CD, инструментальный альбом, Московские Окна ЛТД, MO 064)
- 2000 — Лучшие песни. 1977—90 годы (CD, сборник, Московские Окна ЛТД, MO 069)
- 2000 — Песни нашего круга (CD, сборник, Музпром, MO 27)
- 2001 — Лучшие песни. 1990—2000 годы (CD, сборник, Музпром-MO)
- 2002 — Лотерейный билет (CD, ЗАО «IVC»)
- 2003 — Про всех на свете (CD, ЗАО «Ай Ви Си»)
- 2004 — Песни нашего круга II: Ты не печалься! (CD, сборник, ЗАО «IVC»)
- 2007 — Организация вселенной (CD, ООО МИЦ «Музпром-MO»)
- 2007 — Песни нашего круга III: О войне и не только (CD, сборник, ЗАО «IVC»)
- 2008 — Лучшие песни. 30 лет вместе (CD, сборник, ООО МИЦ «Музпром-MO»)
- 2010 — 20 лет „под мухой“ (с Леонидом Сергеевым, CD, ЗАО «IVC»)
- 2010 — Российские барды. 15: Валерий и Вадим Мищуки (CD, Moroz Records, RMG, ЗАО «Издательский дом „Комсомольская правда“»)
- 2011 — В таком ключе (CD, ЗАО «IVC»)
- 2013 — Домино. Записи с концертов 1977—1983 гг. (CD, ЗАО «IVC»)
- 2018 — Точки над... i (CD, Миэль)

### Сольные альбомы
- 1996 — Музыка старой удачи (Вадим Мищук, CD, Московские Окна ЛТД, МО 074)
- 1999 — Гелиграмус Пульхер (Валерий Мищук, CD, Московские Окна ЛТД, МО 065)
- 2021 — Один… (Вадим Мищук, CD)